# Iglesia de la Santísima Trinidad (Talagante)
La Iglesia del Colegio Carampangue, conocida también como "Iglesia de los niños", es un obra del arquitecto Álvaro Sotomayor Garbarino.

## Características
También conocida como la Iglesia de los niños, es una obra del arquitecto Álvaro Sotomayor Garbarino, quien se hizo cargo del proyecto y plasmo en él, la idea de la comunidad del Colegio Carampangue de diseñar una Iglesia pensada en los niños.

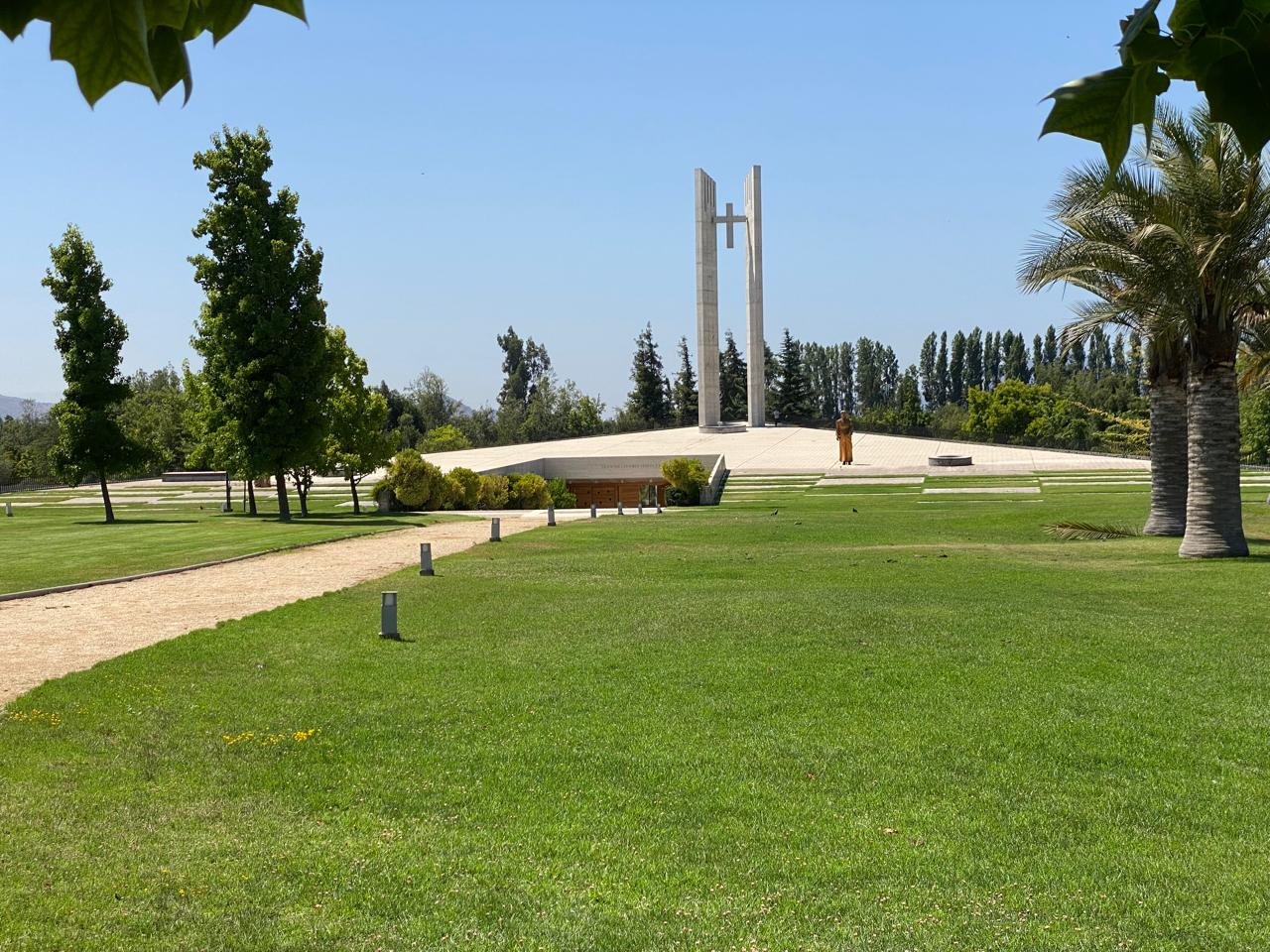
Iglesia Colegio Carampangue, Talagante. - Arquitecto: Álvaro Sotomayor Garbarino.

Así nace la propuesta, generando una plaza triangular que se despliega del suelo, donde sus bordes son contenidos por la Santísima Trinidad. Bajo esta plaza de juegos y encuentros se desarrolla el templo, que se proyecta e integra al paisaje.

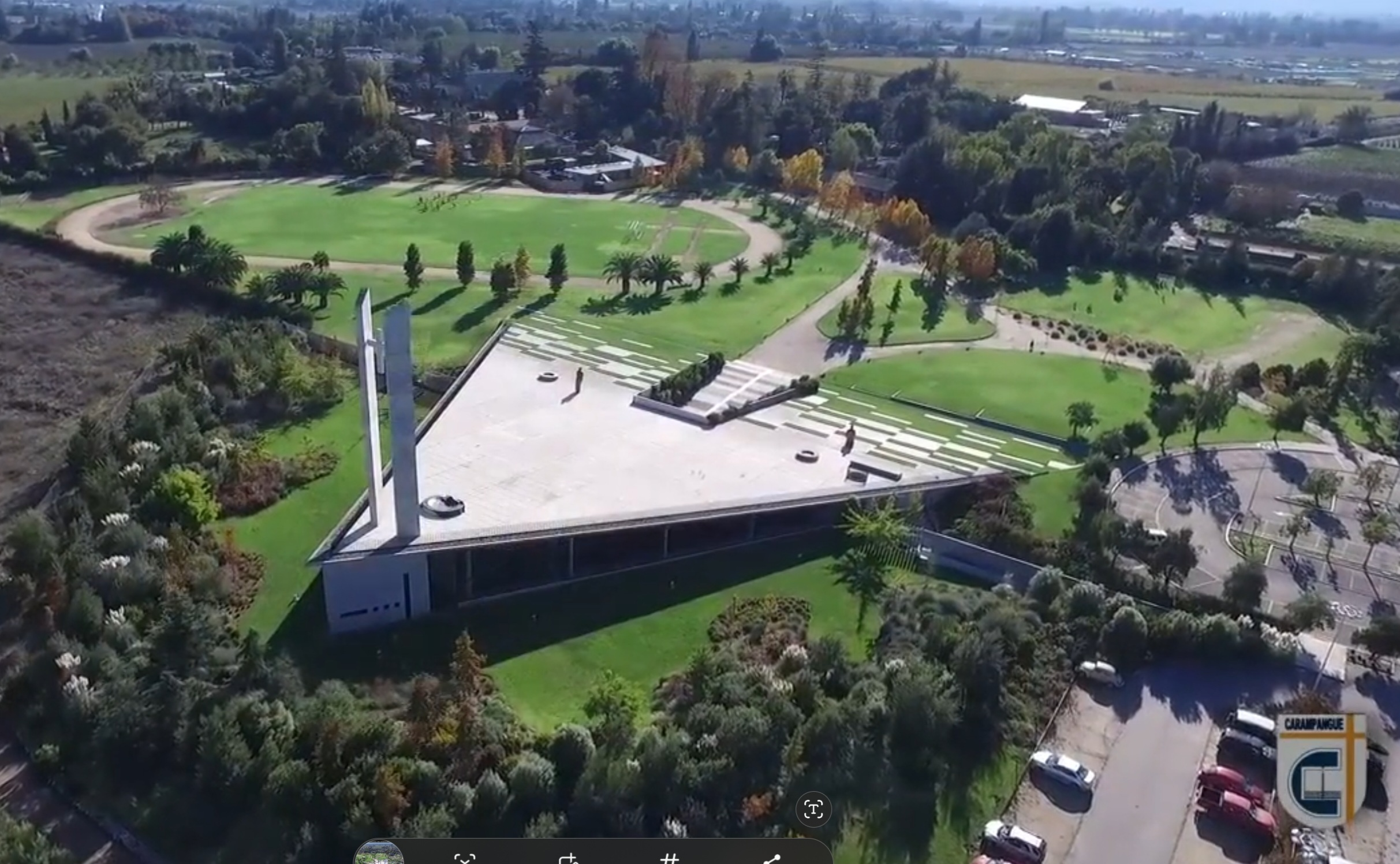
Iglesia Colegio Carampangue, Talagante. - Arquitecto: Álvaro Sotomayor Garbarino. - Vista aérea exterior

## Exterior

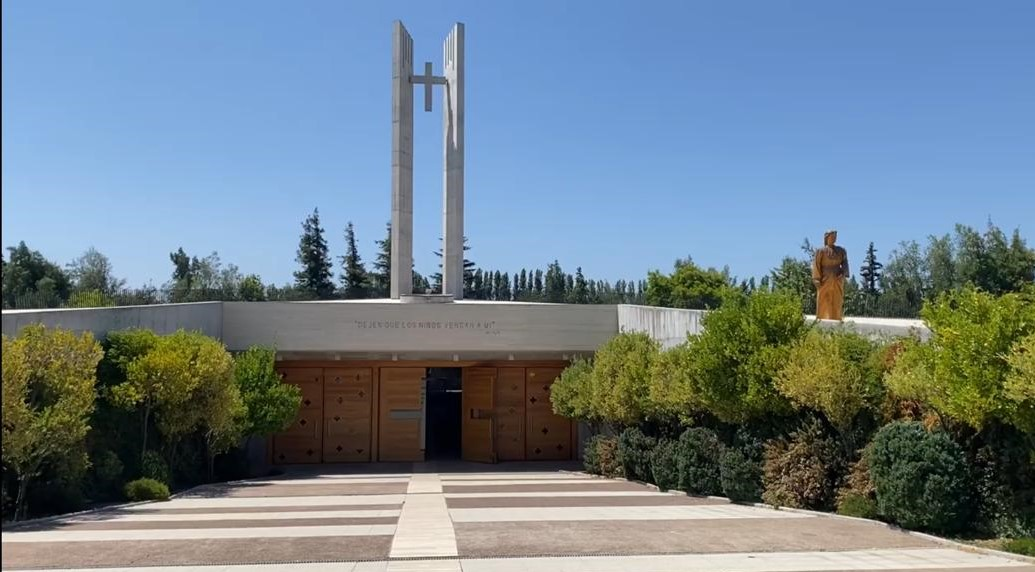
Iglesia Colegio Carampangue, Talagante. - Arquitecto: Álvaro Sotomayor Garbarino.

Conformada por una plaza exterior de forma triangular de 100 x 100 x 100 metros, que se pliega y eleva con una suave pendiente que remata en la Cruz y es contenida por la Santísima Trinidad, Padre, Hijo y Espíritu Santo. Representados por 2 esculturas de madera del artista "Alejandro de Nirivilo" y una cruz de hormigón sostenidas por dos torres de 29 metros de altura. La cruz "sin cristo" representa a Dios ya resucitado.

## Interior

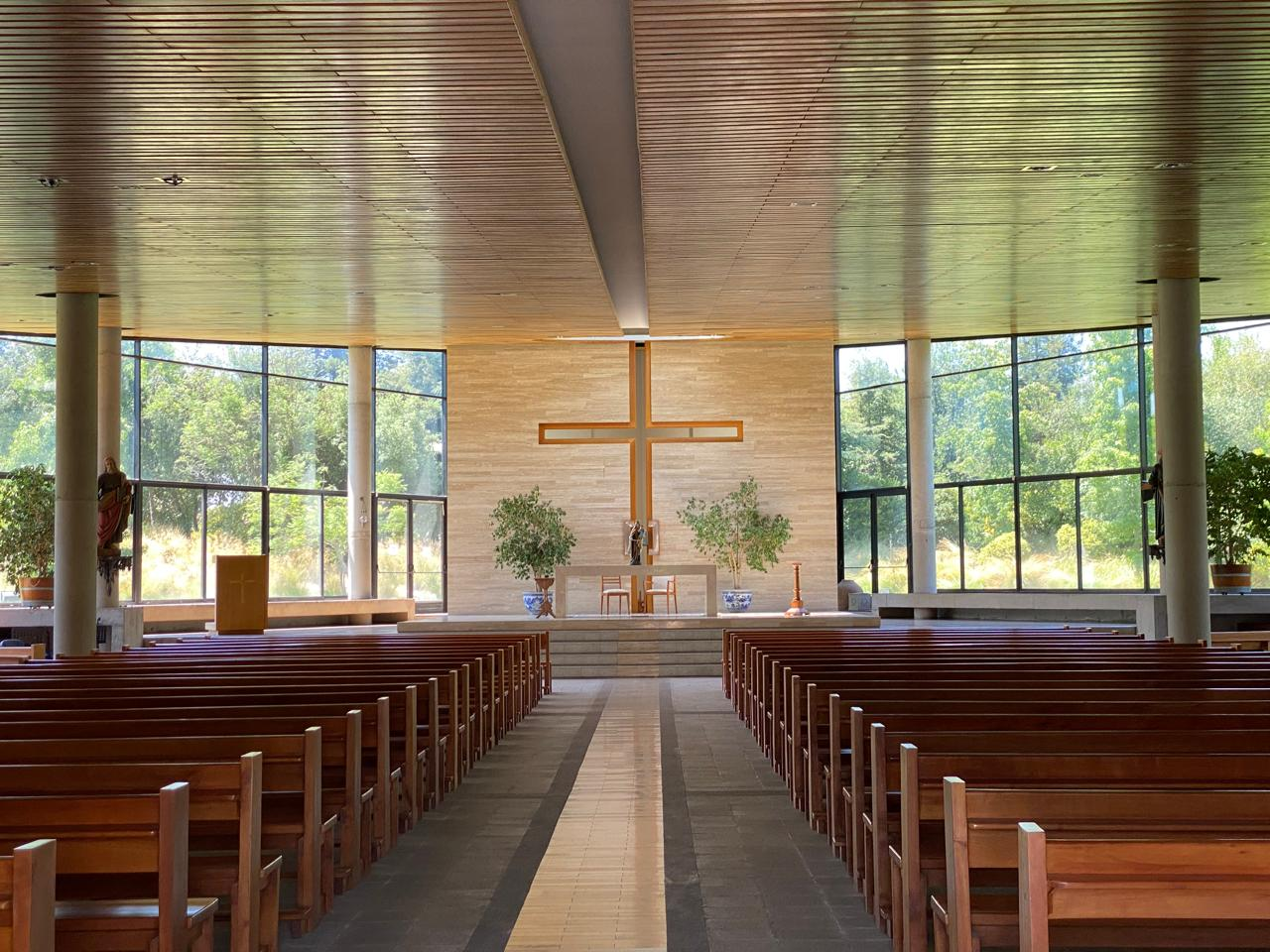
Iglesia Colegio Carampangue, Talagante. - Arquitecto: Álvaro Sotomayor Garbarino. - Vista interior

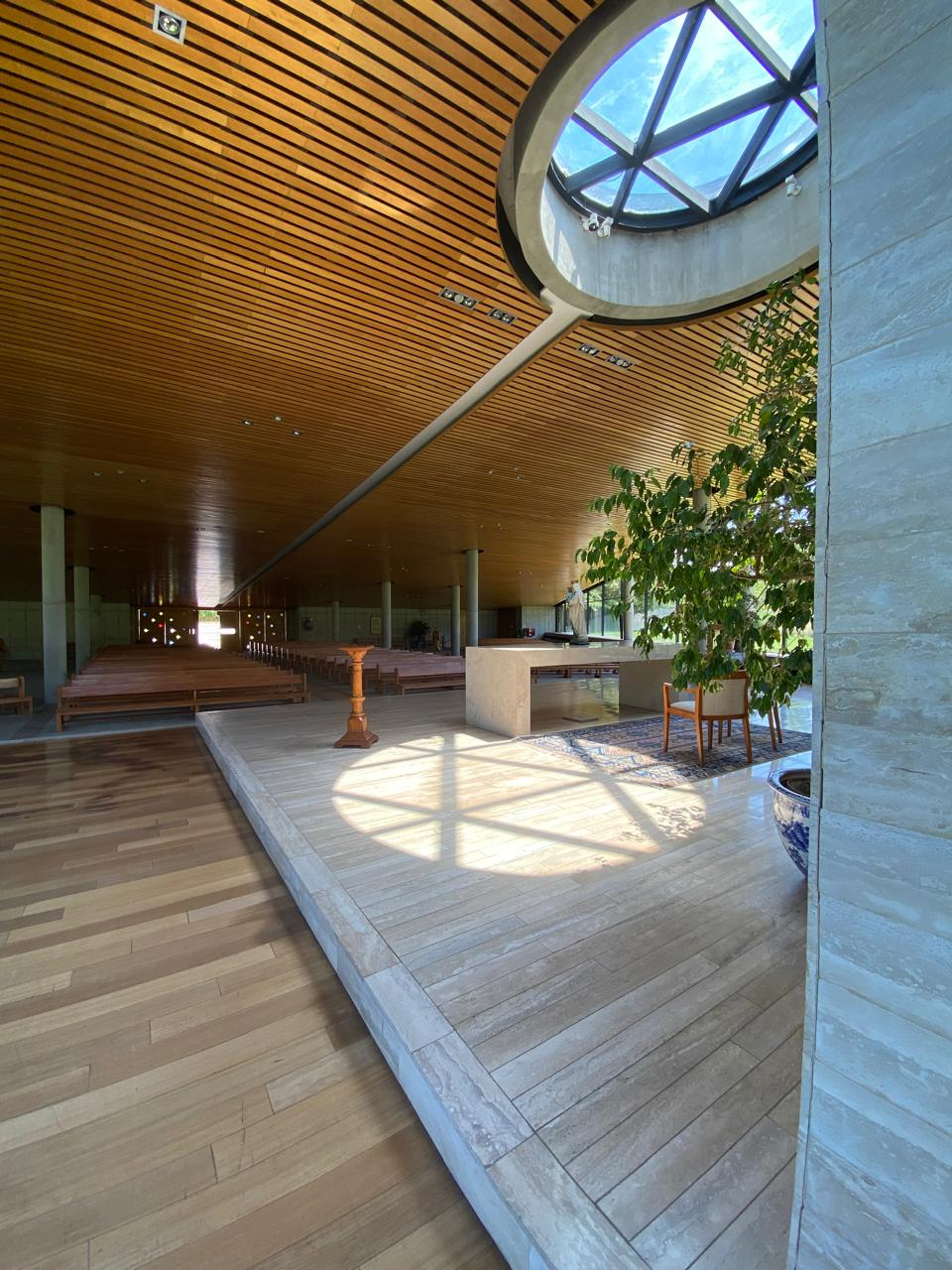
Iglesia Colegio Carampangue, Talagante. - Arquitecto: Álvaro Sotomayor Garbarino. - Vista interior 2

Bajo la plaza se desarrolla el templo que se integra a la naturaleza del lugar a través de ventanales que cubren dos tercios de su perímetro y convergen en el Altar. La transparencia de estos bordes permiten incorporar al interior de templo la luz natural.